# Rolls-Royce Merlin
El Rolls Royce Merlin es un motor aeronáutico de pistones, enfriado por líquido, de 27 L y 12 cilindros en V a 60°. Rolls-Royce llamó al motor 'Merlin', por un pequeño halcón del hemisferio norte (el falco columbarius, conocido en español como "esmerejón"), continuando con la tradición de Rolls-Royce de poner nombres de aves de presa a sus motores de avión.
Varias versiones del Merlin fueron construidas por Rolls Royce (en Derby, Crewe y Glasgow), así como también por Ford of Britain en Trafford Park, Mánchester. El Packard V-1650 fue una versión del Merlin construida en Estados Unidos; se describe en su propio artículo.
Considerado un ícono inglés, el Merlin fue uno de los motores de avión más exitosos de la Segunda Guerra Mundial.

## Diseño y desarrollo

### Historia

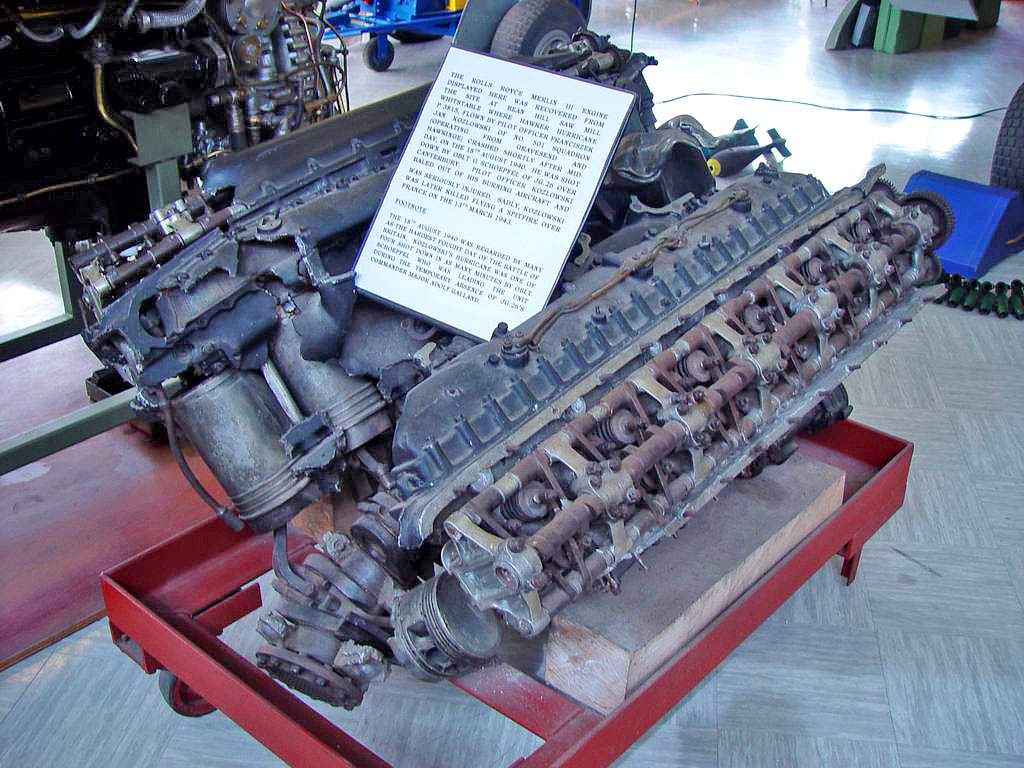
Detalle del bloque Merlin.

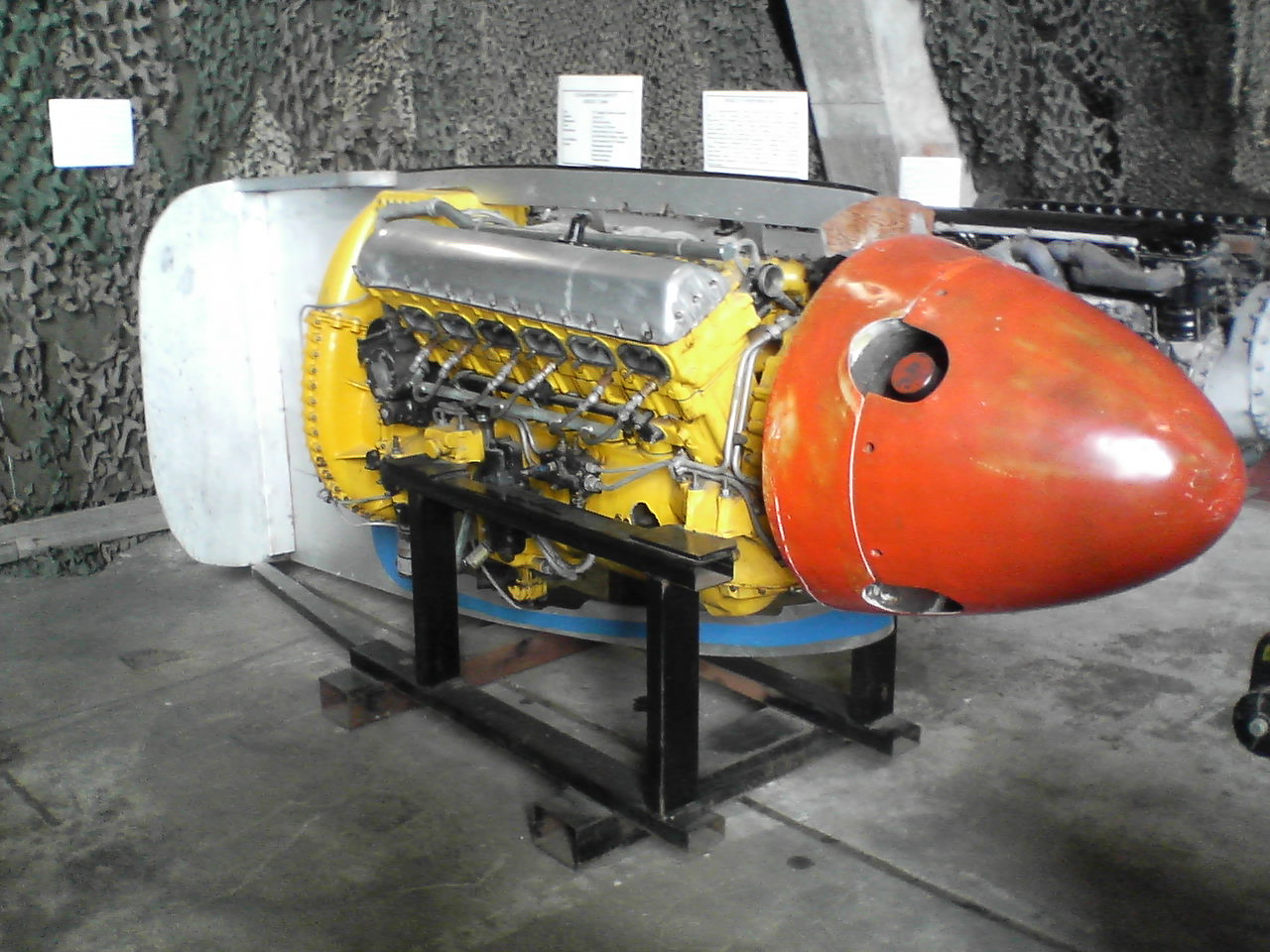
Bloque Merlin desmontado con su puntera.

A principios de los años 1930, Rolls-Royce inició una planificación para un futuro programa de desarrollo de motores aeronáuticos, orientándose en dos diseños básicos. El Rolls Royce Peregrine de 700 cv (500 kW) fue una actualización, un desarrollo con compresor del existente Rolls Royce Kestrel V-12 y 22.000 cc, el cual había sido usado con gran éxito en varios modelos de los años 30. El Rolls Royce Vulture de 1.700 cv (1.300 kW) y 44.000 cc consistía de dos Peregrine unidos, usando un cigüeñal común, formando una disposición de cilindros en X-24. Este fue usado en aviones grandes, tales como los bombarderos. También había la posibilidad de desarrollar el famoso motor de carreras de aviones 36 L 'R' de la Supermarine (en sí mismo era un desarrollo del Rolls Royce Buzzard, un Kestrel agrandado en escala), llevándolo a la clase de 1.500 cv (1.100 kW).

#### Private Venture 12
Esto dejaba un gran vacío entre los 700 y 1.500 hp (500 y 1.100 kW), y para llenarlo iniciaron los trabajos para un nuevo diseño de la clase de los 1.100 cv (820 kW), conocido como el PV-12: PV por «private venture», «iniciativa privada», debido a que la compañía no recibió dinero del gobierno para trabajar en el proyecto. El PV-12 voló por primera vez en un biplano Hawker Hart (número de serie K3036) el 21 de febrero de 1935, usando un sistema de refrigeración por evaporación, entonces de moda, pero esto resultó ser poco fiable, y cuando estuvo disponible el etilenglicol de Estados Unidos, el motor se cambió al sistema de refrigeración por líquido convencional. El Hart fue enviado a la Rolls-Royce, donde completó más de 100 horas de vuelo como banco de pruebas de los motores Merlin 'C' y 'E'.
Inicialmente el nuevo motor estaba plagado de problemas, como fallas en el tren de engranajes y problemas constantes de las camisas de enfriamiento, y se usaron muchos métodos de construcción hasta que se definió el diseño básico del Merlin. Los motores prototipo fueron:
- PV-12: el diseño original mantenía el sistema de refrigeración por evaporación. Superó la prueba tipo en junio de 1934, generando 740 hp (552 kW) a un equivalente de 3.657 m.
- Merlin B: se adoptó la refrigeración con etilenglicol. Las cabezas de cilindro eran en "rampa" (las válvulas de admisión estaban a 45 grados con respecto al cilindro). Superó la prueba tipo en febrero de 1935, generando 950 cv (708 kW) a un equivalente de 3.353 m.
- Merlin C: el cigüeñal y el bloque de cilindros se construían con tres bloques de fundición separados, junto a culatas de cilindros con pernos.
- Merlin E: similar al C; cambios menores en el diseño. Pasó la prueba civil de 50 horas generando en forma constante 955 cv (712 kW) y un máximo de 1.045 cv (779 kW).
- Merlin F: similar al C y E. Éste se convirtió en el primer motor de producción. Continuaba usando las cabezas "en rampa" con las válvulas a 45 grados con respecto al cilindro. No tuvo éxito y solo se construyeron 172 motores con el nombre de Merlin I. El Fairey Battle fue el primer avión de producción en utilizar el Merlin I.
- Merlin G: se reemplazaron las cabezas de cilindro "en rampa" por cabezas con válvulas paralelas al cilindro, siendo aquellas la del motor Kestrel escaladas a un mayor tamaño. Fue entregado como el Merlin II de 1.030 cv (770 kW) en 1938, y la producción fue rápidamente acelerada.

#### Rolls-Royce se hace con el concurso de la Especificación F.36/34
A mediados de 1934, el Ministerio del Aire Británico, con Hugh Dowding a la cabeza, emitió una especificación destinada a equiparar sus componentes de la RAF a la nueva, formidable (y peligrosa) Luftwaffe. La especificación F.5/34 exigía un caza monoplano de altas prestaciones con un motor refrigerado por líquido. Mucho antes de esta fecha, Rolls-Royce ya estaba trabajando por iniciativa propia en un motor de alto rendimiento capaz de desarrollar unos 1.100 caballos de potencia (hp), el Private Venture 12.
El carácter visionario de Rolls-Royce respecto a las necesidades la RAF, dio la posibilidad a los fabricantes aeronáuticos de cumplir esta y las siguientes especificaciones del ministerio (F.36/34 y F.37/34). Especificaciones que exigían en conjunto, un monoplano de ala baja, carlinga cerrada, tren retráctil y capaz de alcanzar al menos unos 450 km/h (280 mph) a 4.500 m (15.000 pies), dotado de 8 ametralladoras de 7,7 mm (munición .303 British).

Afortunadamente y una vez más para los británicos, ya existían dos diseños modernos de avión de caza, el Hawker Hurricane de Sidney Camm y el Supermarine Spitfire de R. J. Mitchell, una propuesta viable de aparato moderno al que le faltaba un motor moderno, el Private Venture de Rolls-Royce. Con todos los requerimientos satisfechos, las especificaciones dieron como fruto exclusivo al Hawker Hurricane, y el desarrollo y sus mejoras del Supermarine Spitfire. Ambos se diseñaron en base al PV-12 (F.36/34) en lugar del Kestrel, y fueron los únicos cazas británicos modernos en ser desarrollados. Los contratos de producción para ambos aviones se firmaron en 1936. Se le dio la máxima prioridad al PV-12, convirtiéndose en el Merlin.
Los primeros Merlin fueron más bien poco confiables, pero Rolls-Royce aplicó un excelente programa de mejora de la fiabilidad. Este consistió en tomar al azar motores salidos de la línea de producción y hacerlos funcionar constantemente a máxima potencia hasta que fallaran. Entonces eran desarmados para ver que pieza había fallado, luego, se rediseñaba la pieza para hacerla más resistente. Luego de dos años, el Merlin se convirtió en uno de los motores de aviación más confiables del mundo, y podía funcionar a máxima potencia durante 8 horas en misiones de bombardeo sin problemas.
Finalmente, el Peregrine se usó en solo dos aviones, el Westland Whirlwind y el Gloster F9/37. A pesar de que el Peregrine parecía ser un buen diseño, nunca se le permitió madurar: Rolls-Royce dio la máxima prioridad a solucionar los problemas del Merlín. El Vulture fue usado en el Hawker Tornado y el Avro Manchester, pero resultó poco fiable debido a fallas en el cigüeñal y las bielas por problemas de lubricación. Con el Merlin pronto a alcanzar el rango de los 1.500 cv (1.100 kW), el Peregrine y el Vulture fueron cancelados en 1943.
Al final de la producción, más de 150.000 motores Merlin habían sido construidos.
Para mediados de 1943 el Merlin fue suplementado con el Rolls Royce Griffon, más grande, que incorporaba varias mejoras en el diseño.

### Capacidad y flujo de aire del motor
A pesar de que es una práctica común comparar los motores de pistones y sus rendimientos utilizando como referencia la cilindrada o desplazamiento, esto, en realidad, no da una idea de la capacidad real de un motor. A. C Lovesey, un ingeniero de Rolls-Royce que fue una de las figuras principales en el desarrollo del Merlin, dijo en una charla sobre el desarrollo de este motor en 1946:
"Pasando ahora a temas específicos de desarrollo podemos, por conveniencia, dividirlos en tres clases generales:
1. Mejoras del compresor.
2. Mejoras en el combustible.
3. Desarrollo de las características mecánicas para poder resistir las mejoras alcanzadas en (1) y (2).

Con respecto a (1) se puede decir que el compresor determina la capacidad, o en otras palabras, la producción, del motor. Aún prevalece la impresión de que la capacidad estática conocida como cilindrada es la base para comparar la potencia de salida de los diferentes tipos de motor, pero este no es el caso, porque la salida del motor depende exclusivamente de la masa de aire que puede consumirse de manera eficiente, y en este sentido, el compresor desempeña el papel más importante. Esto se aplica igualmente a cualquier motor, pero el motor tiene que ser capaz de hacer frente a los mayores flujos de masas con respecto a la refrigeración, estar libre de detonaciones y ser capaces de soportar las altas cargas aire/combustible y la inercia... En el curso de la investigación y el desarrollo de compresores se hizo evidente para nosotros que para cualquier aumento en el rendimiento del motor Merlin en altitud, era necesario el empleo de un compresor de dos etapas."

### Actualizaciones
Muchas de las actualizaciones del Merlin fueron resultado de incrementar el octanaje del combustible, disponible desde Estados Unidos, y en los diseños de los compresores, cada vez más eficientes, de Stanley Hooker en 1938.
Al comenzar la guerra el motor funcionaba con gasolina estándar de 87 octanos y podía proporcionar algo más de 1.000 cv (750 kW) con su desplazamiento de 27.000 cc. Sin embargo, ya en 1938 en el 16.º Show Aéreo de París, Rolls-Royce muestra dos versiones del Merlin preparados para funcionar con combustible de 100 octanos. El Merlin R.M 2M era capaz de desarrollar 1.265 cv (943 kW) a 2.392 m, 1.285 hp (958 kW) a 2.798 m y 1.320 cv (984 kW) en el despegue, mientras que el Merlin X con un compresor de dos velocidades generaba 1.150 cv (857 kW) a 4.694 m y 1.160 hp (865 kW) a 5.100 m con el compresor en la velocidad alta.
A finales de 1939 estuvo disponible la gasolina de 100 octanos, importándose de EE. UU. y los Merlin III podían utilizarla. Para usar este combustible era necesario realizar unas pequeñas modificaciones en el motor, con las cuales podía generar 1.310 cv (877 kW)
La siguiente versión más grande fue la XX, la cual funcionaba con gasolina de 100 octanos. Esto permitía una mayor presión de admisión, la que se lograba aumentando el empuje del compresor centrífugo. El Merlin XX también incorporaba el compresor de dos velocidades diseñado por Rolls Royce. El resultado fue 1.300 hp (970 kW) a alturas más altas que las versiones previas. Otra mejora fue el rediseño del sistema de enfriamiento usando una mezcla de 70/30% agua/glicol, en lugar de usar glicol al 100% como en las versiones anteriores, lo que le permitía funcionar a 70 °C. Esto mejoraba sustancialmente la vida útil y fiabilidad del motor, eliminando el peligro de incendio del etilenglicol puro, reduciendo además las pérdidas de aceite, que eran fallas comunes en los Merlin de las series I, II y III.
El proceso de mejoras continuó con las últimas versiones usando gasolina de octanaje aún mayor, entregando aún más potencia. Los cambios de diseño importantes eran hechos en todos los componentes clave, incrementando otra vez la vida útil y la confiabilidad del motor. Al final de la guerra, el "pequeño" motor entregaba más de 1.600 cv (1.200 kW) en las versiones comunes, y tanto como 2.070 cv (1.544 kW) en el Merlin versión 130/131 usado en el de Havilland Hornet.
A fines de 1943, se hicieron pruebas con un nuevo combustible "grado 100/150". Las pruebas comenzaron usando 171 cc de tetraetilo de plomo por cada 100 L de gasolina de 100 octanos; esta mezcla dio lugar a una acumulación de plomo en la cámara de combustión, provocando incrustaciones en las bujías. Se obtuvieron mejores resultados agregando un 2,5% de monometilanilina a la gasolina de 100 octanos.
El nuevo combustible permitió aumentar el par motor del Merlin 66. Las pruebas comenzaron en marzo de 1944, cuando el Merlin 66, preparado para usar el nuevo combustible, equipó los Spitfire IX de dos escuadrones, seguido por otros caza de la Defensa Aérea de Gran Bretaña, incluyendo Mustang III. Continuaron los problemas en el motor, que no se resolverían hasta agosto. En noviembre de 1944 los Spitfires de la Segunda Fuerza Aérea Táctica (2 TAF) comenzaron a usar gasolina grado 100/150, estando totalmente disponible en febrero. Monty Berger, Oficial de Inteligencia Sénior del Ala 126 de Spitfire, 2 TAF, señaló que continuaban los problemas con el nuevo combustible.
Los aviones de la 8.ª. Fuerza Aérea de Estados Unidos estaban usando gasolina grado 100/150 para la segunda semana de junio de 1944; los problemas continuaron (bujías sucias) y para contrarrestar esto se introdujo, a principios de 1945, una nueva mezcla de combustible llamada P.E.P., usando dibromoetano. En marzo de 1945 se interrumpió el uso de gasolina PEP, y la 8.ª Fuerza Aérea volvió a la estándar 100/150. La 100/150 podía ser reconocida por su brillante color verde y su "terrible olor".

### Desarrollos del carburador
La falta de inyección de combustible en el Merlin significaba que los Spitfires y Hurricanes eran incapaces, a diferencia de sus contemporáneos Bf-109E, de hacer una picada profunda. Por lo tanto, los cazas de la Luftwaffe podían hacer una brusca bajada de nariz a toda potencia para escapar, dejando a sus perseguidores con el motor fallando debido a que las fuerzas G negativas hacían que el carburador no suministrase gasolina. Los pilotos de cazas de la RAF pronto aprendieron a hacer un medio tonel antes de picar para perseguir a sus oponentes. La utilización de carburadores se calculó para dar una mayor potencia específica de salida, debido a una temperatura más baja y, por ende, una mayor densidad de combustible/aire, en comparación con los sistemas de inyección. El "orificio de Miss Shilling" (inventado en marzo de 1941 por Beatrice Shilling, una ingeniera del Royal Aircraft Establishment, Farnborough), un diafragma provisto de orificios a través de la cámaras de flotación, en cierta medida pudo solucionar la falta de combustible en una picada. Posteriores mejoras se introdujeron en todos los Merlin: 1943 vio la introducción de un carburador de presión Bendix-Stromberg, que inyectaba combustible a 0,35 bares a través de una boquilla directamente en el turbocompresor, y fue colocado en los Merlin 66, 70, 76, 77 y 85. El desarrollo final fue un carburador SU de inyección, el cual inyectaba gasolina directamente en el compresor usando una bomba de combustible comandada por el cigüeñal y la presión del motor, siendo instalado en la serie 100. La producción de los Spitfire Mk. XII con motores Griffon había comenzado el año anterior.

### Packard V-1650
El Merlin fue considerado muy importante para el esfuerzo de guerra, y pronto se iniciaron negociaciones para establecer una línea de producción alternativa fuera del Reino Unido. Rolls-Royce evaluó varios fabricantes automotrices norteamericanos, con el fin de elegir uno para construir el Merlin en USA o Canadá. La Packard Motor Car Company impresionó enormemente a su par británica por su nivel de ingeniería y alta calidad, y fue seleccionada para fabricar el Merlin. Los acuerdos se firmaron en septiembre de 1940, y el primer motor producido por Packard, designado V-1650-1, arrancó en agosto de 1941.

## Variantes
Esta es una lista incompleta de las variantes más representativas del Merlin. Los motores con potencia similar normalmente se le asignaban diferentes números de modelo, basándose en el compresor o las relaciones de la caja reductora de la hélice, construcción del bloque de cilindros, o disposición de los controles del motor. Todos los motores Merlin eran "tractores de giro derecho", i.e., la hélice rotaba a la derecha mirando el motor de frente, a menos que se indique lo contrario.
- Merlin II o III: 1.030 hp (775 kW) a 3.000 rpm a 1.680 m.
Tanto el Merlin II como el III tenía un eje de hélice «universal», el II en un principio usó una hélice bipala de madera Watts y paso o ángulo fijo, pero antes de la producción del Merlin III ya se le podía colocar una tripala metálica de Havilland (de dos posiciones) y poco después una Rotol de paso variable (ajustable por el piloto) y velocidad constante. Estas últimas fueron montadas en el III desde su producción.[21][22][6][23] Funcionaba con gasolina de 100 octanos y empuje mejorado (0,84 Bar): 1.310 hp (977 kW) a 3.000 rpm a 3730.[24]
Debido a la exigencia de la especificación F.36/34 del Ministerio británico, tanto el Merlin II como el III fueron usados en los cazas Hawker Hurricane Mk.I y Mk. Ib como en el Spitfire Mk.I,[6] además de en el Boulton Paul Defiant y el Fairey Battle.[25]
- Merlin X: 1.130 hp (840 kW) a 3.000 rpm a 1.525 m; usado en los bombarderos Halifax Mk.I, Wellington Mk.II y Whitley Mk.V.
- Merlin XII: usado en los Spitfire Mk. II.[26]
- Merlin XX: 1.480 hp (1.105 kW) a 3.000 rpm a 1.830 m; usado en los cazas Hurricane Mk.II y Beaufighter Mk.II, y en los bombarderos Halifax Mk.II y Lancaster Mk.I.
- Merlin 32: 1.645 hp (1.230 kW) a 3.000 rpm a 760 m; usado en el bombardero Barracuda Mk.II.
- Merlin 45: 1.515 hp (1.130 kW) a 3.000 rpm a 3.353 m; usado en el Spitfire Mk.V.
- Merlin 46: 1.415 hp (1.055 kW) a 3.000 rpm a 4.270 m; versión de gran altura usado en los Spitfire PR.Mk.IV y PR.Mk.VII
- Merlin 50.M: 1.585 hp (1.182 kW) a 3.000 rpm a 838 m; versión de baja altura con el impulsor del compresor "cortado" a 240mm de diámetro. Permitía una presión de + 1,26 Bar en lugar de + 1,12 Bar como era lo normal en el motor Merlin 50. Se instaló un carburador de "G negativa".[27][25]
- Merlin 61: equipado con un nuevo compresor de dos etapas y dos velocidades, entregando 1.565 hp (1.170k W) a 3.000 rpm a 3.740 m, y 1.390 hp (1.035 kW) a 3.000 rpm 7.170 m; versión de gran altura usado en los Spitfire Mk.IX y PR.Mk.XI
- Merlin 76 & 77: 1.233 hp (920 kW); usado en el caza de gran altura Westland Welkin y en variantes posteriores del Mosquito y del Spitfire. Equipado con un compresor de dos velocidades y dos etapas y un carburador Bendix-Stromberg. El modelo de número impar indica que movía un ventilador para presurizar la cabina.
- Merlin 130 & 131: 2.070 hp (1.543 kW); versiones redesignadas "línea delgada" ("slimline") hechas para el de Havilland Hornet. El motor estaba modificado para disminuir el área frontal al mínimo, y fue la primera serie de Merlin en usar un sistema de inducción de bajo flujo. La bomba de refrigerante se trasladó desde la parte inferior al lado derecho. Compresor de dos velocidades y dos etapas y carburador de inyección SU. La presión de admisión máxima era de 1,75 Bar. El Merlin 131 tenía un engranaje adicional en la caja reductora que permitía invertir el giro de la hélice. El Merlin 130 fue instalado en la barquilla derecha y el 130 en la izquierda, en los Hornet de producción.
- Merlin 133 & 134: 2.030 hp (1.514 kW); Variantes del 130/131 usados en el Sea Hornet F. Mk. 20, N.F. Mk. 21 y P.R. Mk. 22. La presión máxima se redujo a 1,26 Bar.
- Merlin 266: El prefijo 2 indica que fue construido por Packard, y al contrario del Merlin 66, estaba optimizado para operaciones a baja altura. Usado en el Spitfire Mk. XVI.[26]

| Variant      | Potencia al despegue | Aplicaciòn                                                                                       | Notas                                                                                               |
| ------------ | -------------------- | ------------------------------------------------------------------------------------------------ | --------------------------------------------------------------------------------------------------- |
| Merlin I     | 890hp a 2850 rpm     | Battle I                                                                                         | Primer Merlin de producción; 172 construidos. Merlin I al III usaban 100% glicol como refrigerante. |
| Merlin II    | 880hp a 3000 rpm     | Spitfire I, Defiant I, Hurricane I, Sea Hurricane I, Battle I                                    | |
| Merlin III   | 880hp a 3000 rpm     | Spitfire I, Defiant I, Hurricane I, Sea Hurricane I, Battle I                                    | 1310 hp at 3.000 m, 1,12 Bar, con gasolina de 100 octanos (5 minutos máx.)                          |
| Merlin VIII  | 1080hp a 3000rpm     | Fulmar I                                                                                         | 1275hp 100 octanos                                                                                  |
| Merlin X     | 1075hp a 3000rpm     | Halifax I, Wellington II, Whitley V and VII                                                      | |
| Merlin XII   | 1175hp a 3000rpm     | Spitfire II                                                                                      | Cartucho de arranque Coffman. Primera versión en usar como refrigerante 30/70% glicol/agua.         |
| Merlin XX    | 1280hp a 3000rpm     | Beaufighter II, Defiant II, Halifax II y V, Hurricane II and IV, Lancaster I y III, Spitfire III | |
| Merlin 21    | 1280hp a 3000rpm     | Mosquito I, II, III, IV y VI                                                                     | |
| Merlin 22    | 1280hp a 3000rpm     | Lancaster I y III, York I                                                                        | |
| Merlin 23    | 1390hp a 3000rpm     | Mosquito I, II, IV, VI, XII y XIII                                                               | |
| Merlin 24    | 1620hp a 3000rpm     | Lancaster I y VII, York I, Handley Page Halifax II                                               | |
| Merlin 25    | 1620hp a 3000rpm     | Mosquito VI y XIX                                                                                | |
| Merlin 27    | 1620hp a 3000rpm     | Hurricane IV                                                                                     | |
| Merlin 28    | 1300hp a 3000rpm     | Lancaster I y III, Kittyhawk II (P-40F)                                                          | Construido por Packard como el V-1650-1                                                             |
| Merlin 29    | 1300hp a 3000rpm     | Hurricane (fabricación canadiense), Kittyhawk II (P-40F).                                        | Construido por Packard como el V-1650-1                                                             |
| Merlin 30    | 1300hp a 3000rpm     | Barracuda I, Fulmar II                                                                           | |
| Merlin 31    | 1300hp a 3000rpm     | Mosquito XX (Canadiense), Mosquito 40 (Australia), Kitthawk II (P-40F y L)                       | Construido por Packard como el V-1650-1                                                             |
| Merlin 32    | 1600hp a 3000rpm     | Barracuda II, Seafire II, Hurricane V, Spitfire PR Mk. XIII                                      | |
| Merlin 33    | 1390hp a 3000rpm     | Mosquito XX (Canadiense), Mosquito 40 (Australia)                                                | Merlin 23 construido por Packard                                                                    |
| Merlin 38    | 1390hp a 3000rpm     | Lancaster I y II                                                                                 | Merlin 24 construido por Packard                                                                    |
| Merlin 45    | 1185hp a 3000rpm     | Spitfire V, PR Mk. IG (luego redesignado PR.VII), PR Mk IV, Seafire IB, IIC                      | |
| Merlin 45M   | 1230hp a 3000rpm     | Spitfire LF.V                                                                                    | |
| Merlin 46    | 1100hp a 3000rpm     | Spitfire V, PR.IV y VII, Seafire IB, IIC                                                         | |
| Merlin 47    | 1415hp a 3000rpm     | Interceptor de gran altura Spitfire HF.VI                                                        | Con compresor para presurizar la cabina                                                             |
| Merlin 50    | 1185hp a 3000rpm     | Spitfire V                                                                                       | |
| Spitfire 50M | 1230hp a 3000rpm     | Spitfire LF Mk.V                                                                                 | |
| Merlin 55    | 1185hp a 3000rpm     | Spitfire V, Seafire III                                                                          | |
| Merlin 55M   | 1230hp a 3000rpm     | Spitfire LF.V, Seafire III                                                                       | |
| Merlin 60    | 1165hp a 3000rpm     | Wellington VI                                                                                    | |
| Merlin 61    | 1290hp a 3000rpm     | Spitfire F Mk. IX, PR Mk. XI                                                                     | Con compresor de dos etapas                                                                         |
| Merlin 62    | 1165hp a 3000rpm     | Wellington VI                                                                                    | |
| Merlin 63    | 1290hp a 3000rpm     | Spitfire VIII, IX, PR.XI                                                                         | Reemplazó al Merlin 61.                                                                             |
| Merlin 63A   | 1710hp a 3000rpm     | Spitfire PR.XI                                                                                   | |
| Merlin 64    | 1290hp a 3000rpm     | Spitfire F Mk. VII                                                                               | Con compresor para presurizar la cabina                                                             |
| Merlin 66    | 1315hp a 3000rpm     | Spitfire LF.VIII, LF Mk.IX                                                                       | Carburador Bendix-Stromberg anti-G.                                                                 |
| Merlin 67    | 1315hp a 3000rpm     |                                                                                                  | |
| Merlin 68    | 1400hp a 3000rpm     | Mustang III (P-51B y C)                                                                          | Construido por Packard como el V-1650-3                                                             |
| Merlin 69    | 1490hp a 3000rpm     | Mustang III y IV (P-51C,D,F y K)                                                                 | Construido por Packard como el V-1650-7                                                             |
| Merlin 70    | 1250hp a 3000rpm     | Spitfire HF.VIII, HF.IX, PR.XI                                                                   | Carburador Bendix-Stromberg anti-G.                                                                 |
| Merlin 71    | 1250hp a 3000rpm     | Spitfire HF.VII                                                                                  | Con compresor para presurizar la cabina, Carburador Bendix-Stromberg anti-G.                        |
| Merlin 72    | 1290hp a 3000rpm     | Mosquito PR.IX, B.IX, XVI, 30, Welkin I                                                          | |
| Merlin 73    | 1290hp a 3000rpm     | Mosquito XVI, Welkin I                                                                           | |
| Merlin 76    | 1250hp a 3000rpm     | Mosquito XVI, 30, Welkin I                                                                       | Como el Merlin 72 con compresor para presurizar la cabina                                           |
| Merlin 77    | 1250hp a 3000rpm     | Mosquito XVI, Welkin I, Spitfire PR.X                                                            | Como el Merlin 73 con compresor para presurizar la cabina                                           |
| Merlin 85    | 1635hp a 3000rpm     | Lancaster VI, Lincoln I                                                                          | |
| Merlin 224   | 1620hp a 3000rpm     | Lancaster I y III                                                                                | Merlin 24 construido por Packard                                                                    |
| Merlin 225   | 1620hp a 3000rpm     | Mosquito 25 y 26                                                                                 | Merlin 25 construido por Packard                                                                    |
| Merlin 266   | 1315hp a 3000rpm     | Spitfire LF. Mk. XVI                                                                             | Merlin 66 construido por Packard                                                                    |

## Aplicaciones

### Aviones
- Armstrong Whitworth Whitley
- Avro Athena
- Avro Lancaster
- Avro Lancastrian
- Avro Lincoln
- Avro Tudor
- Avro York
- Boulton Paul Balliol
- Boulton Paul Defiant
- Bristol Beaufighter
- CAC CA-18 Mark 23 Mustang
- Canadair North Star
- CASA 2.111
- Cierva Air Horse
- Curtiss P-40F/L Kittyhawk
- de Havilland Mosquito
- de Havilland Hornet
- Fairey Barracuda

.
- Fairey Battle
- Fairey Fulmar
- Fiat G.59
- Handley Page Halifax
- Handley Page Halton
- Hawker Henley
- Hawker Hotspur
- Hawker Hurricane y Sea Hurricane
- Hispano Aviación HA-1112
- North American Mustang Mk X
- Short Sturgeon
- Supermarine Seafire
- Supermarine Spitfire
- Vickers Wellington
- Vickers Windsor
- Westland Welkin

### Usos alternativos
Una versión sin compresor del Merlin construido con más componentes en hierro y acero fue fabricado para equipar tanques. Este motor, el Rolls Royce Meteor, en su momento fue reemplazado por el más pequeño Rolls-Royce Meteorite.
En 1938, Rolls Royce comenzó los trabajos para modificar algunos Merlins los cuales se usarían en botes torpederos motorizados británicos, botes artillados motorizados y lanchas de rescate marino de la RAF. Se los equipó con compresores de una etapa modificados y el motor fue rediseñado para trabajar en un ambiente marítimo.
Una versión española del Messerschmitt Bf 109 G-2, el Hispano Aviación HA-1112-M1L Buchon de 1954, fue construido con el motor Rolls Royce Merlin 500/45 de 1.600 cv (1200 kW), con hélice cuatripala, en la fábrica de Hispano Aviación en Sevilla; una planta motriz para la versión de producción final del famoso caza Messerschmitt, de la misma manera que el prototipo del Bf 109 V1 de 1935 estaba equipado el motor Rolls-Royce Kestrel V-12.
Al final de la Segunda Guerra Mundial, las nuevas versiones del Merlin (las series 600 y 700) para usarse en aviones de líneas comerciales como el Avro Tudor. Estos motores eran básicamente los militares con cambios menores para adaptarlos a un entorno de uso diferente.
En Estados Unidos, muchos motores y aviones de rezago de guerra fueron vendidos relativamente a bajo precio (dos de los elementos más populares fueron el P-51 Mustangs y el motor Packard V-1650/Merlin), muchos de los cuales fueron potenciados y modificados para las carreras aéreas del trofeo Bendix, las carreras aéreas de Cleveland y el Trofeo Thompson.

## Sobrevivientes
El motor Merlin continua en uso por docenas en aviones de la Segunda Guerra Mundial restaurados alrededor del mundo. El Vuelo en Memoria de la Batalla de Inglaterra de la Royal Air Force es un operador notable del Merlin.

## Motores en exhibición
Muchos museos aeroespaciales poseen ejemplares en exhibición pública, entre otros:
- Imperial War Museum Duxford
- Royal Air Force Museum
- Shuttleworth Collection
- Museo Nacional de Aeronáutica de Argentina

## Especificaciones (Merlin 66)

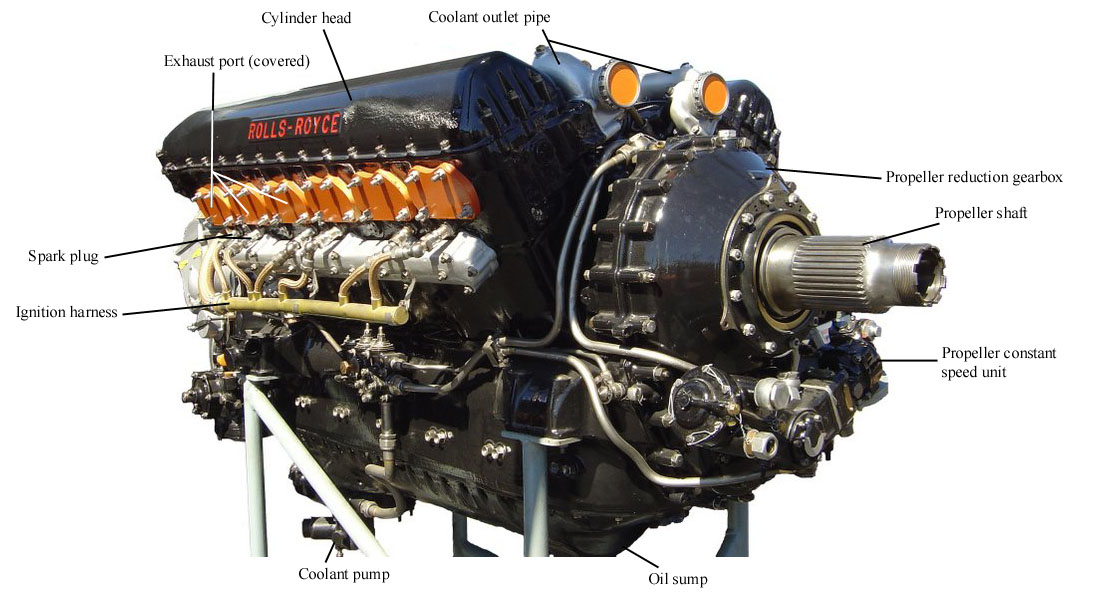
Rolls-Royce Merlin con algunos componentes marcados.

- Tipo: motor aeronáutico de pistones de 12 cilindros en "V" a 60° enfriado por líquido.
- Diámetro: 137,2 mm
- Carrera: 152,4 mm
- Cilindrada: 27.040 cm³
- Longitud: 225,3 cm
- Anchura: 78,1 cm
- Altura: 101,6 cm
- Peso: 746,5 kg (en seco, sin refrigerante ni aceite)
- Válvulas: de asiento, con dos de escape y dos de admisión por cilindro, las de escape enfriadas por sodio, árbol de levas a la cabeza.
- Compresor: sobrealimentador de dos velocidades y dos etapas, presión de admisión comandada por el acelerador en forma automática, inercambiador de calor aire/agua instalado entre la primera y la segunda etapa.
- Alimentación de combustible: carburador con doble cebador y control de mezcla automática.
- Tipo de gasolina: 100 octanos, desde 1944 grado 100/150.
- Lubricación: cárter seco con una bomba de presión y dos de descarga.
- Refrigeración: 70% agua y 30% etilenglicol, presurizado.
- Potencia:
  - Gasolina de 100 octanos, presión de admisión: 1,12 Bar
    - 1.315 hp (981 kW) a 3.000 rpm al despegue.
    - 1.705 hp (1.271 kW) a 3.000 rpm a 1.753 m (velocidad MS)
    - 1.580 hp (1.178 kW) a 3.000 rpm a 4.877 m (velocidad FS)[37]

  - Gasolina grado 100/150, presión de admisión: 1,75 Bar
    - 2.000 hp (1.481 kW) a 1.600 m (velocidad MS)
    - 1.860 hp (1.387 kW) a 3.353 m (velocidad FS)
- Compresión: 6:1
- Relación potencia/cilindrada: 43,3 kW/L
- Relación potencia/peso:1,76 kW/kg al despegue; 2,69 kW/kg con grado 100/150 y velocidad MS.